# Crash Games – Jeder Sturz zählt!
Crash Games – Jeder Sturz zählt! (meistens einfach als Crash Games bezeichnet) war eine von Endemol produzierte Spielshow, die von August 2014 bis November 2015 auf ProSieben ausgestrahlt wurde. Dreh- und Produktionsort war Hürth. Eine mögliche Neuauflage sollte im Juni 2025 mit veränderter Kandidatenauswahl produziert werden.

## Ablauf und Regeln
In der Sendung traten jeweils drei Zweier-Teams in fünf verschiedenen Nonsens-Spielen gegeneinander an. Dabei absolvierten die Teams die Spiele einzeln und in unterschiedlicher Reihenfolge. Pro Spiel wurden die Fehlversuche (so genannte Fails) gezählt und addiert, sodass am Ende jenes Team mit der höchsten Punktezahl ausschied (daher der Nebentitel Jeder Sturz zählt!). Die maximale Anzahl an Fails pro Spiel betrug 25. Ein Abbruch des Spiels führte ebenso zur maximalen Anzahl an Fails. Von den verbliebenen zwei Teams trat jeweils ein Kandidat zu einem Hindernisparcours an, der stets auf dem Mount McGlitsch endete. Das Siegerteam erhielt einen kleinen Pokal und ein Preisgeld in Höhe von 5.000 Euro.
Die Spiele waren meist sportlicher Natur, weshalb die Sendung von der Produktionsfirma als Physical Gameshow bezeichnet wurde. Oft ließen sich die Aufgaben mit Geschicklichkeit lösen, manchmal erforderten sie Glück. Sie trugen alle humorvolle Namen, auch Verballhornungen wie zum Beispiel Matte Hari oder Das doppelte Flottchen.
Die Teilnehmer waren fast immer einem Motto entsprechend gekleidet. Gelegentlich traten auch C-Prominente wie etwa Lena Nitro oder Travestiekünstler aus dem Umfeld von Olivia Jones zu den Spielen an.

## Moderation
Eine Moderation im herkömmlichen Sinne gab es nicht, die Teams wurden aber jeweils von einer von drei Reporterinnen begleitet. Diese Rolle übernahmen Melissa Khalaj, Miriam Rickli und Annie Hoffmann. Zudem agierte Peter Rütten als Off-Kommentator.

## Ausstrahlung und Quoten
Die Erstausstrahlung der Show erfolgte am Samstagabend des 2. August 2014. Die erste Staffel erreichte im Schnitt 1,09 Millionen Zuseher, was einem Marktanteil von 6,8 % entspricht. Die erste Episode profitierte von Schlag den Star und kam deutschlandweit auf 1,73 Millionen Zuseher (10,3 % Marktanteil). Die letzte Episode verzeichnete mit lediglich 0,6 Millionen Zuschauern einen deutlichen Rückgang des Seherinteresses.
Wiederholungen laufen jeweils im Nachmittags- oder Abendprogramm von ProSieben Fun.

## Kritik
Die Sendung kann wegen ihres simplen Gesamtkonzepts und dem gewollt kuriosen Auftreten so mancher Kandidaten dem Trash-TV zugeordnet werden. Der Show wird unter anderem vorgeworfen, zu sehr auf die Schadenfreude der Seher abzuzielen. In der Onlineausgabe der Wiener Zeitung hieß es bereits im Vorfeld: „Es darf aber angenommen werden, dass Zuschauer mit überdurchschnittlich ausgeprägter Schadenfreude an stürzenden und sich körperlich sowie emotional verausgabenden Kandidaten auf ihre Kosten kommen.“ Es wird auch vor dem Zeigen prekärer Situationen wie dem Erbrechen von Kandidaten nicht zurückgeschreckt.

## Episodenliste

### Staffel 1
| Episode | Ausstrahlungsdatum | Teams                                                    | Spiele                                                                                  |
| 1       | 2. August 2014     | Hornets, Die Kobras, Hot Head Cats                       | Matschbike, Bretter-Roulette, Mount McGlitsch, Laubbläser, Mario Götze                  |
| 1       | 2. August 2014     | Los Hermanos, Fluch der Geschwister, 2 Girls 1 Heart     | Matschball, Jesus Walk, Schleckermäulchen, Das letzte Einhorn, Surf & Turf              |
| 2       | 9. August 2014     | Pussy Sisster, Die Unglaublichen, Hanni & Nanni          | Höllenstuhl, Holi Shit, Hole in One, Brezel Shaker, Zentralmassiv                       |
| 2       | 9. August 2014     | Kultur-Schocker, Kurt & Herbert, Amore                   | Steckdosen-Lotto, Dosen Rutschen, Matschbike Double, Arschtasten, Stopp das Band        |
| 3       | 16. August 2014    | Die Seeberger, Seekind, Scania-Princess & Queen Mum      | Smashhit, Holiball, Schleudertrauma, Geteert & Gefedert, Barrel Surfing                 |
| 3       | 16. August 2014    | Leipzsch City Girls, Hauptsache Gesund, Sixpack Warriorz | In Your Face, Blinder Stuhl, Mount McGlitsch Double, Sackball, Ballwechsel              |
| 4       | 30. August 2014    | FC Casa, Harakiri, Wild Deluxe                           | Holi Shit, Last Man Standing, Lecko Mio, Touchdown, Mount McGlitsch                     |
| 4       | 30. August 2014    | Jabo, Team Loddar, Trümmerdessen                         | You Drive Me Crazy, Round & Round, Käsekopf, Rhythmusgymnastik, Matschball              |
| 5       | 27. September 2014 | Lokal-Matadore, Wild Cats, Power Rangers                 | Blinder Stuhl, Höllenstuhl, Schleckermäulchen, Steckdosen-Lotto, Mount McGlitsch Double |
| 5       | 27. September 2014 | Lazy & Crazy, If’ler, Die Locos                          | Das letzte Einhorn, Mario Götze, Flaschenblasen, Ballistik, Mount McGlitsch Double      |
| 6       | 18. Oktober 2014   | 2 im Weggla, #The Baddest, Die Super-Uschis              | Blinder Stuhl, Stopp das Band, Brezel Shaker, In Your Face, Surf & Turf                 |
| 6       | 18. Oktober 2014   | Banana Boys, Keksgewitter, Space Fighter                 | Matschbike Double, Bretter-Roulette, Wassermattenlauf, Pranger-Ball, Gegen die Wand     |

fett: Sieger-Team

kursiv: im Finale unterlegenes Team

### Staffel 2
| Episode | Ausstrahlungsdatum | Teams                                                              | Spiele                                                                                           |
| 1       | 4. Juli 2015       | Die Kölsche Jungs, Die Teenie Gören, SC Häschen                    | Alle Neune, Das letzte Einhorn, Blinder Stuhl, Leises Lüftchen, Gebrettert                       |
| 1       | 4. Juli 2015       | Fashion Victims, No Barbies, The Fighters                          | Rhythmusgymnastik, Pampel Musador, Kindergeburtstag, Rudi Rennball, Schleudergefahr              |
| 2       | 19. Juli 2015      | Frontloop, Super Trash Brothers, Jolly Rogers                      | Punktlandung, Entenschnabelfisch, Kürbis Ahoi, Lieferservice, Barrel Surfing                     |
| 2       | 19. Juli 2015      | Harzer Disaster, The Crazy Neighbours, Die Mafia Miezen            | Arschtasten, Weihnachtslotterie, Ding Dong, Pinguine, Rollo                                      |
| 3       | 8. August 2015     | Die heißen Zwillinge, Candy Girls, Double Tones                    | Cow Gummi, Auf die Murmel, Heavy Rotation, Auf die Knie, Nasser Helm                             |
| 3       | 8. August 2015     | Die Elsdoffen, Die Kranken Schwestern, Die Kinder vom Bahnhof Kalk | Außer Kontrolle, Matschpuzzle, Unfassbar, Stürmische Zeiten, Matte Hari                          |
| 4       | 15. August 2015    | Ginger und Ale, G.I. Janes, Hansebangers                           | Ghettoball, Treffsicher, Aqua da Hamster, Schleudertrauma, Tour de Ballon                        |
| 4       | 15. August 2015    | Hall of Fame, Private Dancers, Liebesschloss                       | Schleckermäulchen, Boxen Luder, Pranger-Ball, Mahatma, Das doppelte Flottchen                    |
| 5       | 5. September 2015  | Die Fränkischen Bibbis, Olivia Jones Familie, Mission Possible     | Zello Fun, Kopfballungeheuer (Pranger-Ball), Waschgebrettert, Bärenstimmung, Die Panische Fliege |
| 5       | 5. September 2015  | Die Party-Touristen, Die Bankräuber, Dos Miezos                    | Matschkarre, Geteert und Gefedert, Zug zum Tor, Ponto Popo                                       |
| 6       | 31. Oktober 2015   | Party Guys, Die Muggel, Die Afrotitten                             | Gimme Moor, Stachelschwein, Balla Balla Bing Bong, Holy Shit, Balken Beats                       |
| 6       | 31. Oktober 2015   | Die Flamingo Girls, Karma Rocks!, Bei uns läuft                    | Touchdown 2.0, Bauarbeiter Jogging, Kokoskopf, Ab zur Mutti, Orangentorte                        |

fett: Sieger-Team

kursiv: im Finale unterlegenes Team

## Trivia
Die in Staffel 1 Folge 2 Teil 2 durch die Super Trash Brothers gefundene Perücke im Becken stammte vom Team Die Teenie Gören aus dem ersten Teil der ersten Folge der gleichen Staffel und wurde im Finale zurückgelassen.
In Staffel 2 Folge 5 Teil 2 waren ungewöhnlich nur vier Spiele gezeigt worden. Der Kommentator spricht in der Vorstellung der Folge erst von fünf Spielen, benannt werden anschließend nur die vier enthaltenen Spiele. Im zweiten Teil der sechsten Folge der gleichen Staffel war in einem kurzen Einspieler zu erkennen, dass Die Bankräuber versuchten, mit einem Baseballschläger einen Gegenstand vom Kopf des anderen zu schlagen. Warum das Spiel nicht ausgestrahlt wurde und der Name des Spiels, sind unbekannt. Aufgrund des Kommentars ist anzunehmen, dass das Spiel erst spät in der Produktion entfernt wurde. 
In der Vorstellung des Teams Die Muggel wurde Die Muggels angezeigt.
Drehort war dieses Gelände in Hürth: 50.889158, 6.910850